# Franz Odehnal
Franz Odehnal (* 26. Dezember 1870 in Brünn, Mähren; † 24. Dezember 1928 in Wien) war ein österreichischer Politiker.

## Leben
Franz Odehnal, der Sohn eines kaiserlich-königlichen Beamten, hatte ursprünglich geplant, Geistlicher zu werden, so dass er zunächst als Novize ins Stift Klosterneuburg eintrat. Dennoch wechselte er später in den Staatsdienst und wurde Postbeamter in Graz. Hier studierte er auch Rechtswissenschaften an der Universität Graz und schloss sein Studium 1903 ab. Ein Jahr später, 1904, wurde er nach Wien versetzt, wo er im Postsparkassenamt zunächst zum Ministerialrat ernannt wurde und im Lauf der Zeit in den Rang eines Leitenden Direktors befördert wurde.
Die politische Karriere von Franz Odehnal begann im Jahr 1911, als er für die Christlichsoziale Partei (CSP) in den Bezirksrat von Wien-Währing gewählt wurde. Im Jahr 1919 wechselte er für wenige Monate als Mitglied in den Wiener Gemeinderat. Am 10. November 1920 nahm er ein Mandat im Österreichischen Nationalrat wahr, ein Amt, das er bis zu seinem Tod bekleidete (I., II. und III. Gesetzgebungsperiode).
Am 31. Mai 1922 erfolgte Odehnals Ernennung zum Bundesminister für das Verkehrswesen; er blieb es jedoch nur elf Monate, bis zum 16. April 1923.
Franz Odehnal starb nur zwei Tage vor seinem Geburtstag im Alter von 57 Jahren. Er wurde am Gersthofer Friedhof bestattet.

## Beschreibung durch Karl Renner
Der sozialdemokratische Politiker Karl Renner, erster Staatskanzler der neuen Republik, erinnerte sich 1946 an Odehnal als Teenager:
In derselben Klasse wie ich stand außer Otmar bloß Franz Odehnal, der erst in der Fünften zu uns (gemeint war das Piaristengymnasium in Nikolsburg in Südmähren) gestoßen war. Sein Vater war, wenn ich nicht irre, von Olmütz nach Nikolsburg versetzt worden und verdiente als Kanzleiorgan der Bezirkshauptmannschaft sein tägliches Brot. Der „Franzl“ war ein liebenswürdiger Gesellschafter, sang neben Kern den zweiten Tenor, eroberte alle Herzen, zumal die weiblichen, durch sein geselliges und fideles Wesen. Ich sollte als Staatskanzler ihn wieder begrüßen und die alte Freundschaft mit ihm, dem späteren Minister des Kabinetts Seipel, erneuern.